# 2011 UN63
2011 UN63，也可以寫成2011 UN63，是一顆小的小行星，它的軌道位置接近火星L5（在火星軌道上，位於火星後方60度）處  。

## 發現、軌道和物理性質
2011 UN63是在2009年9月27日的萊蒙山巡天數據中首度被發現的，當時的臨時名稱是2009 SA170。之後失蹤不見，在2011年10月21日再度又被萊蒙山巡天數據發現。2011 UN63遵循著低離心率（0.064）與半長軸為1,52AU的軌道，並且有著視度的軌道傾角（20.4º）。通過它的發現，被小行星中心歸類為接近火星的小行星。這是依據迄2013年3月64次，跨越793天弧徑的較佳的觀測推導出的軌道。這顆小行星的絕對星等為19.7，據此給出的直徑是560米。

## 火星特洛伊和軌道演變
目前的計算表明它是位於L5的一顆穩定的火星特洛伊小行星，振動週期為1350年，振幅為14º。這些數值以及其短週期的演化都與(5261) 尤里卡或2011 SC191類似。

## 起源
長期的數值分析顯示在10億年時間的尺度內，它的軌道非常穩定。如同尤里卡的情形，在時間的兩個方向上（往前45億年和往後45億年）都顯示2011 UN63可能是顆原始的天體，也許是太陽系還在星子階段的早期歷史存活下來的一顆倖存者。

## 火星特洛伊
L4 ：
- (121514) 1999 UJ7

L5 ：
- (5261) 尤里卡
- (101429) 1998 VF31
- 2001 DH47
- (311999) 2007 NS2
- 2011 SC191
- 2011 UN63

候選者：
- 2011 SL25

## 外部連結
- http://www.minorplanetcenter.net/db_search/show_object?object_id=2011+UN63（页面存档备份，存于） data at MPC
- 2011 UN63 data at AstDyS-2.